# Joris Janssen
Joris Janssen (Nijmegen, 25 februari 1994) is een Nederlands voormalig voetballer die doorgaans speelde als centrale verdediger. Tussen 2013 en 2021 was hij actief voor FC Oss, De Treffers, OJC Rosmalen en VV Gemert.

## Clubcarrière
Janssen werd geboren in Nijmegen en speelde in de jeugdopleiding van N.E.C., waar hij op 3 september 2013 officieus debuteerde in het eerste elftal in een oefenduel met SSS'18. Vanwege de gedeelde jeugdopleiding van de Nijmeegse club en FC Oss speelde de verdediger sinds oktober voor de Brabantse club. Hij maakte zijn debuut op 1 november, toen er met 1–2 gewonnen werd op bezoek bij MVV Maastricht. Janssen mocht in de blessuretijd invallen voor aanvaller Johnatan Opoku. In juni 2014 stapte hij over naar Topklasser De Treffers. Bij die club verlengde hij in 2018 zijn verbintenis tot medio 2020.
In het seizoen 2020/21 speelde Janssen voor OJC Rosmalen in de Hoofdklasse. In 2021 ging hij naar VV Gemert dat uitkomt in de Derde divisie. Nog voor de competitiestart liep Janssen een zware knieblessure op, waarna hij besloot op zevenentwintigjarige leeftijd een punt achter zijn actieve loopbaan te zetten.

## Opleiding
Tegelijk met de overstap naar De Treffers ging Janssen biomedische wetenschappen studeren. Na zijn propedeuse gehaald te hebben stapte hij over naar de studie geneeskunde.